# Schitu (Giurgiu)
Schitu é uma comuna romena localizada no distrito de Giurgiu, na região de Muntênia. A comuna possui uma área de 55.86 km² e sua população era de 1992 habitantes segundo o censo de 2007.